# Sombra (película de 2018)
Shadow (en chino, 影) es una película histórica china 2018 dirigida por Zhang Yimou e interpretada por Deng Chao, Sun Li, Zheng Kai y Guan Xiaotong. La trama gira en torno a un comandante degradado por el rey que decide emplear una «sombra» o doble para engañar al monarca y recuperar el poder.
La película se proyectó en el 75.° Festival Internacional de Cine de Venecia, el Festival Internacional de Cine de Toronto 2018 y el Festival de Cine de Londres BFI 2018. Fue lanzado en Australia, Canadá, Irlanda, Nueva Zelanda, Reino Unido y Estados Unidos en 2019, recogiendo el aplauso unánime de la crítica.

## Reparto
- Deng Chao como Comandante Ziyu y su sombra Jingzhou (basado en Zhou Yu)
- Sun Li como Xiao Ai, esposa de Ziyu (basada en Xiao Qiao)
- Zheng Kai como Rey Peiliang (basado en Sun Quan)
- Wang Qianyuan como Tian Zhan (basado en Lü Meng)
- Hu Jun como Yang Cang (basado en Guan Yu)
- Guan Xiaotong como Princesa Qingping (basada en Sun Shangxiang)
- Leo Wu como Yang Ping (basado en Guan Ping)
- Wang Jingchun como Lu Yan (basado en Lu Su)

## Acogida
En el sitio web del agregador de reseñas de películas Rotten Tomatoes, la película tiene una calificación de aprobación del 94% basada en 91 reseñas y una calificación promedio de 7,6/10. El consenso crítico del sitio web dice: "Bellamente filmado y coreografiado de manera ingeniosa, Shadow es una épica de wuxia emocionante y visualmente suntuosa que encuentra al director Zhang Yimou cerca de su mejor momento". En Metacritic, la película tiene una puntuación promedio de 81 de 100, basada en 25 críticos, lo que indica «aclamación universal».